# Parallelia schraderi
Parallelia schraderi är en fjärilsart som beskrevs av Felder 1874. Parallelia schraderi ingår i släktet Parallelia och familjen nattflyn. Inga underarter finns listade i Catalogue of Life.